# Charles Seymour, 6:e hertig av Somerset
Charles Seymour, 6:e hertig av Somerset, född 13 augusti 1662, död 2 december 1748 på Petworth House, ("Stolte hertigen"), var en engelsk ädling. Han var son till Charles Seymour, 2:e baron Seymour av Trowbridge och brorsons son till William Seymour, 2:e hertig av Somerset. 
Han fick sin utbildning på Trinity College i Oxford och ärvde titeln hertig av Somerset efter sin bror Francis, då denne blev skjuten, ogift och barnlös, 1678. 
År 1682 gifte sig Charles Seymour med den enormt förmögna arvtagerskan Elizabeth Percy (1667–1722), dotter till Josceline Percy, 11:e earl av Northumberland och kom genom henne i besittning av stora lantegendomar, bland annat Alnwick Castle, Petworth House, Syon House och Londonresidenset Northumberland House. Makarna fick fyra barn, däribland Algernon Seymour, 7:e hertig av Somerset (1684–1749). 
Han fick 1683 en högre hovtjänst och blev samma år utnämnd till överste för dragonkåren, men vid den ärorika revolutionen 1688 gick han i tjänst hos Vilhelm III av Oranien. Efter att i början av 1690-talet blivit bekant med sedermera drottning Anna av Storbritannien blev han en stor favorit hos henne och blev hovstallmästare 1702.